# Abdelaziz Ben Tifour
Abdelaziz Ben Tifour (25 de juliol de 1927 - 19 de novembre de 1970) fou un futbolista francès.

## Selecció de França
Va formar part de l'equip francès a la Copa del Món de 1954.